# يسي توميوكا
يسي توميوكا (باليابانية: 富岡 英聖) (1 يوليو 1984 في آيتشي في اليابان – )؛ هو لاعب كرة قدم كان يلعب كمهاجم.

## وصلات خارجية
- يسي توميوكا على موقع Soccerway.com (الإنجليزية)
- يسي توميوكا على موقع عالم كرة القدم.نت (الإنجليزية)